# Zbigniew Fil
Zbigniew Fil (ur. 17 marca 1977 w Zamościu) – polski wokalista i multiinstrumentalista, gitarzysta, altowiolista, muzyk sesyjny.

## Życiorys

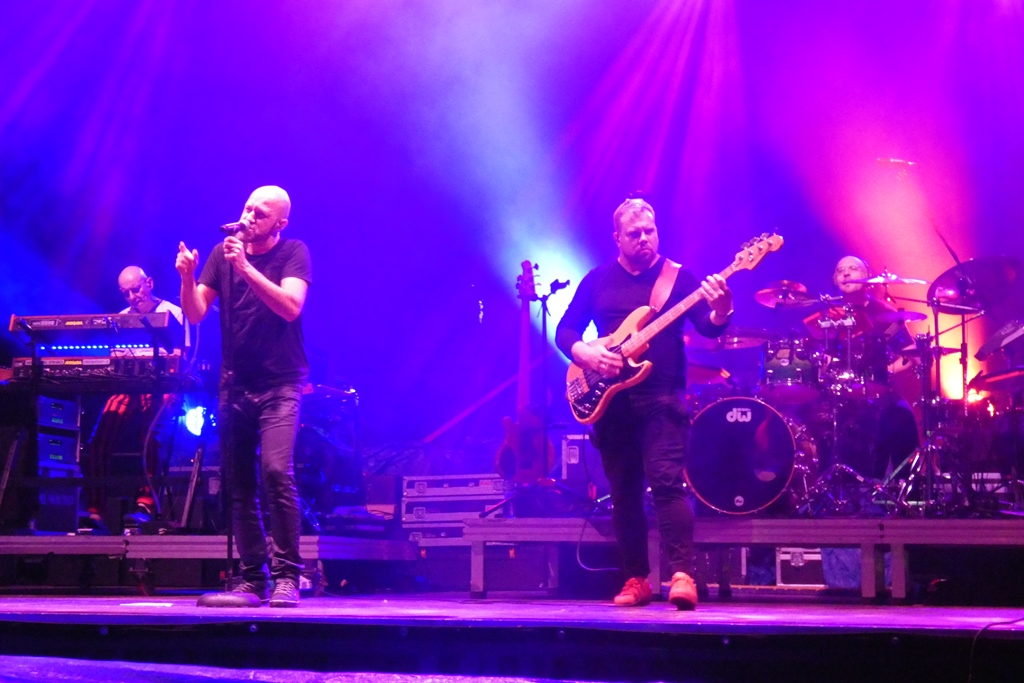
Kombi w Nowej Dębie, 2019 (od lewej: Sławomir Łosowski, Zbigniew Fil, Karol Kozłowski, Tomasz Łosowski)

Absolwent Akademii Muzycznej w Krakowie w klasie altówki. W 1997 brał udział w nagraniu albumu Nic nie boli, tak jak życie grupy Budka Suflera jako altowiolista.
Laureat drugiej edycji programu telewizyjnego TVN Droga do gwiazd (nadawany w latach 2001–2003).
Występował w zespole Kukla Band Zygmunta Kukli oraz do 2017 był solistą w teleturnieju TVP1 Jaka to melodia?.
W latach 2005–2006 członek Pilichowski Band (gitara, śpiew). W 2006 wystąpił z zespołem m.in. na charytatywnym koncercie z okazji Dnia Kotana (koncert transmitowany przez TVP) oraz w Muzycznym Studiu Trójki im. Agnieszki Osieckiej (koncert transmitowany przez Polskie Radio Program III).
W 2009 wziął udział w nagraniu utworu „If U Really Care” na drugi album studyjny zespołu Plastic pt. P.O.P.
Od 2005 jest wokalistą zespołu Kombi Łosowski. Z zespołem nagrał kolejno albumy: Zaczarowane miasto (2009), Live (2013), Nowy album (2016), Koncert 40-lecia (2017), Bez ograniczeń energii 5–10–50 (2019), Minerał życia (2021).

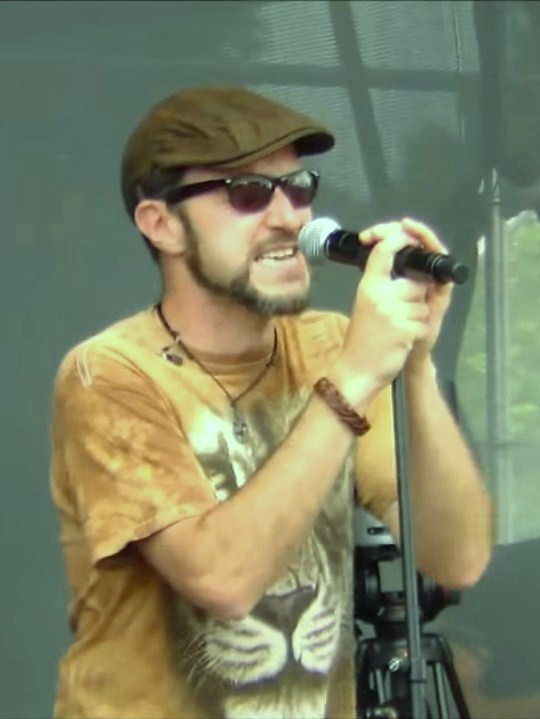
Zbigniew Fil podczas koncertu z cyklu Lato z Radiem, 2014

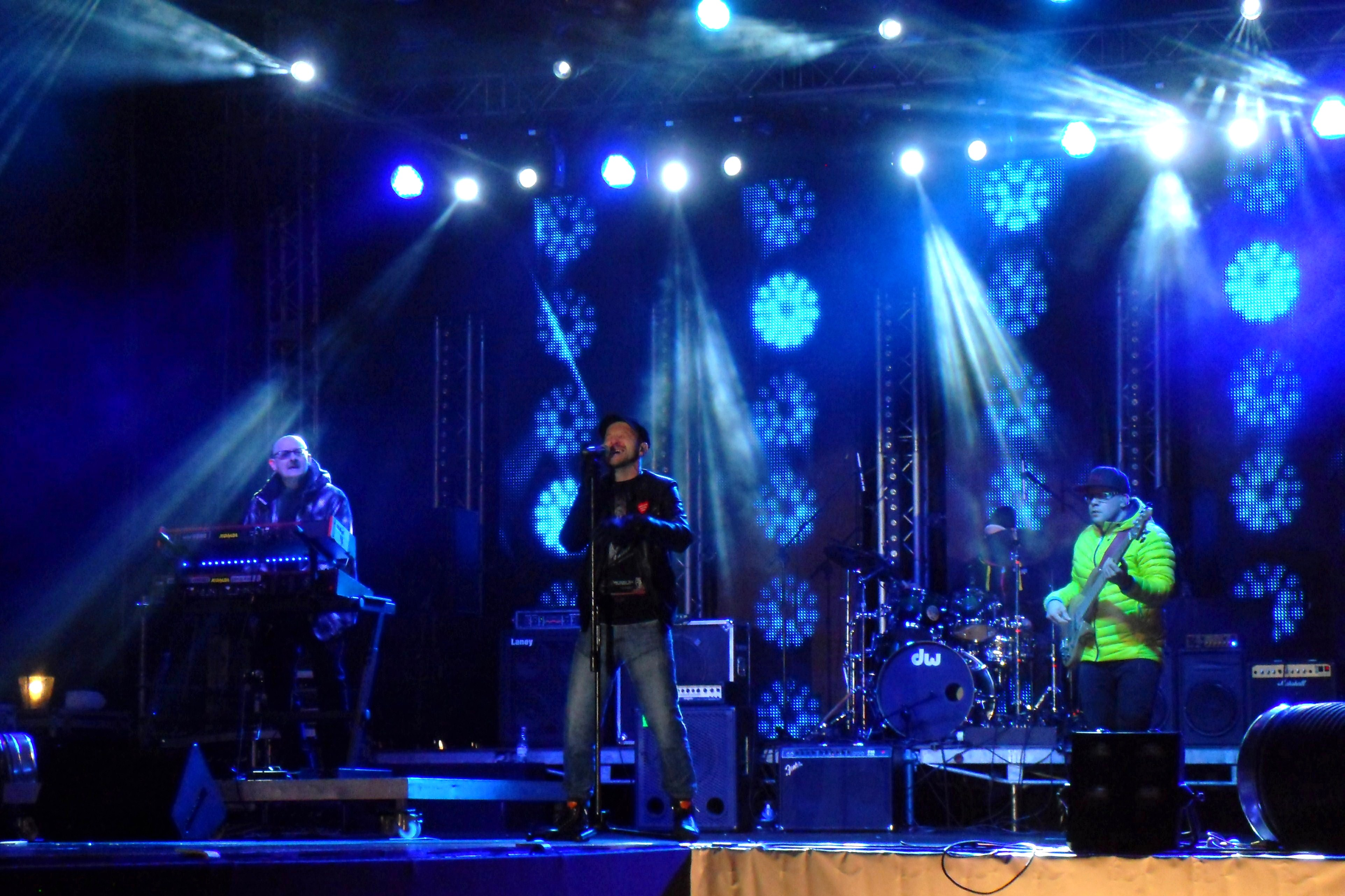
Zbigniew Fil z grupą Kombi podczas koncertu WOŚP w Gdańsku, 2015
(od lewej: Sławomir Łosowski, Zbigniew Fil, Karol Kozłowski)

## Dyskografia

### Albumy
- 1997 – Nic nie boli, tak jak życie (Budka Suflera)
- 2005 – Definition of Bass[9] (Wojciech Pilichowski)
- 2009 – Zaczarowane miasto (Łosowski)
- 2013 – Live (Kombi Łosowski)
- 2016 – Nowy album (Kombi)[5][6]
- 2016 – Fusionland (Tomasz Łosowski)
- 2017 – Koncert 40-lecia (Kombi)[7]
- 2019 – Bez ograniczeń energii 5–10–50 (Kombi)[8]
- 2021 – Minerał życia (Kombi)

### Single
- 1997 – „Takie tango” (Budka Suflera)
- 2005 – „Warsaw Septem Fri” (Pilichowski)
- 2005 – „Stop Loving You” (Pilichowski)
- 2007 – „Niebo, które czeka” (Łosowski)
- 2008 – „Miłość, to dwoje nas” (Łosowski)
- 2008 – „Pekin, digital sound” (Łosowski)
- 2009 – „Czerwień i czerń” (Łosowski)
- 2010 – „Biała perła – mój żaglowiec” (Łosowski)
- 2014 – „Jaki jest wolności smak” (Kombi Łosowski)
- 2015 – „Na dobre dni” (Kombi)
- 2016 – „Miłością zmieniaj świat” (Kombi)
- 2017 – „Nowy rozdział” (Kombi)
- 2018 – „Niech noc połączy” (Kombi)
- 2018 – „Polska drużyna” (Kombi)
- 2018 – „Przybieżeli do Betlejem” (Kombi i Przyjaciele)
- 2019 – „Jaki jest wolności smak” (Kombi & DJ Spox)
- 2019 – „Bez ograniczeń energii 5–10–50” (Kombi & MC Silk)
- 2021 – „Minerał życia” (Kombi)
- 2021 – „Ale co z tego?” (Kombi)
- 2021 – „Jeszcze wszystko przed nami” (Kombi)
- 2021 – „Fahrenheit” (Kombi)
- 2022 – „Mam cię w snach” (Kombi)[10]